# Онзекс
Онзекс (фр. Anzex) насеље је и општина у југозападној Француској у региону Аквитанија, у департману Лот и Гарона која припада префектури Нерак.
По подацима из 2011. године у општини је живело 291 становника, а густина насељености је износила 12,52 становника/km². Општина се простире на површини од 23,24 km². Налази се на средњој надморској висини од 70 метара (максималној 172 m, а минималној 58 m).

## Демографија
| 1962. | 1968. | 1975. | 1982. | 1990. | 1999. | 2011. |
| ----- | ----- | ----- | ----- | ----- | ----- | ----- |
| 187   | 247   | 193   | 216   | 266   | 255   | 291   |

График промене броја становника у току последњих година